# Borja Fernández Fernández
Francisco de Borja Fernández Fernández (nascut el 14 de gener de 1981 a Ourense), és un exfutbolista gallec, que jugava com a migcampista defensiu.
Va iniciar la carrera al Reial Madrid, i va totalitzar 222 partits i tres gols a La Liga durant 11 temporades. També va representar la competició el RCD Mallorca, Reial Valladolid, Getafe CF i SD Eibar.

## Trajectòria

### Primers anys i Valladolid
Va començar a jugar al planter del Pavillón Ourense de la seva localitat natal. Als quinze anys va deixar Galícia per jugar a les categories inferiors del Reial Madrid CF el 1996. Després de jugar al Reial Madrid C i al Reial Madrid Castella va jugar amb el primer equip a la Copa del Rei 2001-02, debutant a Primera Divisió el 2 de setembre de 2003, a l'estadi El Madrigal contra el Vila-real CF.Vila-real CF. Va jugar en 15 partits de lliga la temporada 2003-04 i en vuit en el seu segon any (preferentment com a suplent).
Després que no reeixís en entrar a l'equip, la temporada 2005-06 va jugar cedit al Reial Mallorca, on també va jugar poc, i fou traspassat posteriorment al Reial Valladolid a la campanya 2006-07, quan va assolir la promoció, i va continuar a l'equip durant els anys següents com a titular habitual.
La temporada 2009–10, Fernández fou novament un pilar en defensa pel Valladolid, i va jugar 31 partits, tot i que l'equip fou finalment 19è i va descendir. A finals de maig de 2010, va signar contracte per quatre anys amb el Getafe CF.
L'agost de 2011, Fernández va tornar a la segona divisió en anar cedit al Deportivo de La Coruña, mentre Rubén Pérez feia el camí contrari. Posteriorment va retornar al Geta, marcant el seu primer gol per l'equip el 16 de març de 2013, l'únic d'un partit a casa contra l'Athletic Club.

### Atlético Kolkata i Eibar
El 4 de juliol de 2014, a 33 anys, Fernández va marxar a l'estranger per primer cop, en fitxar per l'Atlético de Kolkata de la Superlliga India. Va marcar el segon gol del partit inaugural de la lliga, una victòria per 3–0 a casa contra el Mumbai City FC. En el següent partit fou expulsat per dues targetes grogues al minut 84, però el seu equip va guanyar igualment per 2–0 el NorthEast United FC.
Fernández va jugar un rol essencial per l'Atlético que va guanyar el campionat, tot derrotant el Kerala Blasters FC en la final, amb un gol en el darrer minut de Mohammed Rafique. El 31 de desembre de 2014 va tornar a Espanya, en signar contracte per sis mesos amb la SD Eibar de primera divisió. Hi va debutar el 16 gener de l'any següent, substituint Javi Lara al temps afegit en un empat 1–1 contra el Córdoba CF; va jugar com a titular en 14 partits, per ajudar els bascos a mantenir la cateogira, i va marcar el gol de l'empat en un 1–1 contra el Getafe el 17 de maig.
El 17 de juny de 2015, Fernández va retornar a l'Atlético Kolkata, succeint el català Luis García com a capità de la franquícia per la temporada 2015. Va marcar un gol en 15 partits – en una victòria per 4–0 contra l'FC Goa el 22 de novembre– però el seu equip fou eliminat en semifinals pel Chennaiyin FC.

### Retorn a Valladolid
Fernández va retornar a Valladolid el 25 de gener de 2016, amb contracte fins al final de la temporada a segona divisió. El 12 d'agost, va retornar al Kolkata per la tercera temporada de la Superlliga índia el 2016.
El 17 de gener de 2017, Fernández retorna a la segona divisió espanyola amb un contracte per sis mesos amb la UD Almería. El 12 de juliol, retorna al Valladolid per tercer cop, amb contracte per un any.
Després de jugar poc durant la temporada 2018-19, Borja amb 38 anys va anunciar la seva retirada, el maig de 2019. Va quedar vinculat, però, al Valladolid, amb altres funcions.

## Palmarès
Valladolid
- Segona Divisió: 2006–07

Deportivo
- Segona Divisió: 2011–12

Atlético Kolkata
- Superlliga Índia: 2014, 2016